# Hildegard Schimschok
Hildegard Schimschok, geb. Luke (* 22. April 1913 in Bövinghausen; † 24. Oktober 2001) war eine deutsche Politikerin (SPD) und Widerstandskämpferin gegen den Nationalsozialismus.

## Leben und Beruf
Schimschok wurde als Tochter eines Bergmanns geboren. Nach dem Besuch der Volksschule und der Mädchengewerbeschule absolvierte sie einen Fröbelschen Kinderpflegerinnen-Lehrgang, den sie 1933 mit dem Staatsexamen als Säuglingsschwester abschloss. Von 1933 bis 1940 arbeitete sie dann als Säuglingsschwester und Wochenpflegerin. Sie bestand 1948 das Staatsexamen als Fürsorgerin (Hauptfach Jugendwohlfahrt) und war anschließend bis 1950 als Leiterin eines Kinderheimes tätig.

### Widerstand in der Zeit des Nationalsozialismus
Nach der Machtübernahme der Nationalsozialisten beteiligte sich Schimschok am Widerstand und trat der von Paul Winzen organisierten Dortmunder Widerstandsgruppe Neuer Sozialismus bei. Dem auch als Winzen-Gruppe bekannten Widerstandskreis gehörten ehemalige Mitglieder der Freidenker-Jugend, der Sozialistischen Arbeiter-Jugend und der Naturfreunde an. Nach der Enttarnung der Gruppe wurde Schimschok 1940 vom 1. Strafsenat des Oberlandesgerichtes Hamm wegen Vorbereitung zum Hochverrat zu vier Jahren Zuchthaus verurteilt. Sie verbüßte ihre Strafe, wurde aber weiter gefangen gehalten und erst nach der Befreiung Westdeutschlands im April 1945 aus der Internierungshaft entlassen.

## Partei
Schimschok war 1932/33 Mitglied der Sozialistischen Arbeiter-Jugend (SAJ). Sie schloss sich 1945 der SPD an, war seit 1957 Leiterin der sozialdemokratischen Frauen im SPD-Unterbezirk Dortmund und wurde 1965 Vorsitzende der sozialdemokratischen Frauen im SPD-Bezirk Westliches Westfalen. Von 1965 bis 1970 war sie Mitglied des Bundesfrauenausschusses und des Parteirates der Sozialdemokraten.

## Abgeordnete
Schimschok war von 1956 bis 1960 Ratsmitglied der Stadt Dortmund. Bei der Bundestagswahl 1965 wurde sie in den Deutschen Bundestag gewählt, dem sie bis 1976 angehörte. Sie war stets über die Landesliste Nordrhein-Westfalen ins Parlament eingezogen.